# Alella
För andra betydelser, se Alella (olika betydelser).
Alella är en kommun i grevskapet (comarca) Maresme i provinsen Barcelona i Katalonien i Spanien. Alella har 9 690 invånare (2013).
Alella är känt för framställning av vin, cava och parfymer, men är också ett bostadsområde där många pendlar till närliggande Barcelona.
Vad som brukade vara den gamla romerska vägen Via Augusta, som förenade Rom och Andalusien, är fortfarande en smal väg som löper genom byn.